# Ebano (saggio)
Ebano (titolo originale Heban) è un saggio che riporta  i ricordi di viaggi del giornalista e scrittore polacco Ryszard Kapuściński, edito nel 1998 e tradotto in Italia da Feltrinelli nel 2000. L'autore viaggiò per quasi trent'anni in vari paesi africani, tra i quali Kenya, Ruanda, Nigeria, Etiopia, raccogliendo una vasta messe di esperienze in qualità di corrispondente.

## Contenuto
Compendio delle più significative avventure di un bianco europeo nell'Africa appena passata dal colonialismo all'indipendenza, l'autore è un visitatore straniero in un continente antico e al tempo stesso giovane e vitale, continuamente attraversato da violenti contrasti sociali e politici. Dalla prima esperienza del 1957 nel Ghana da poco divenuto indipendente, seguita dai suoi continui viaggi per tutto il continente, fino agli ultimi in Nigeria, Etiopia, Eritrea, Kapuściński racconta, attraverso gli incontri con gente comune o persone che hanno lasciato il proprio nome sui libri di storia, la genesi di una terra attraversata dapprima dallo sfrenato entusiasmo per l'indipendenza, poi passata alla disillusione per la corruzione dilagante e l'instabilità per le continue lotte di potere, a continui colpi di stato, spesso legati alla lotta tra Occidente e imperialismo sovietico nella guerra fredda. A questi si mescolano i secolari conflitti tribali che in qualunque momento possono offrire l'occasione per sanguinosi massacri, o portare a conflitti decennali in cui bande guidate da warlords si fronteggiano. A farne le spese sono sempre i popoli, vittime di continue razzie. 
Il cronista Kapuściński diventa testimone di episodi cruciali e terribili: il colpo di Stato del 1966 in Nigeria; la terribile carestia nell'Etiopia di Menghistu e la sua ingloriosa caduta; la presa del potere in Uganda dello spietato dittatore Idi Amin; il tremendo genocidio in Ruanda del 1994, di cui fornisce una memorabile "lezione"; le conseguenze dell'interminabile guerra civile in Sudan; il desolante lascito della guerra tra i sanguinari ed inetti signori della guerra liberiani, coi loro bambini soldato. Kapuściński ha sempre cercato il contatto con la gente comune sia nel tentativo di comprenderne la difficile quotidianità che la sorprendente cultura, condividendone anche rischi e disagi, ancor più difficili da sopportare per un uomo bianco. Condivisione che poteva significare incontri assai pericolosi con miliziani e rivoltosi del tutto imprevedibili, con non meno letali serpenti e vettori di malattie infettive, dalla terribile malaria cerebrale alla tubercolosi, arrivando a sperimentare quelle allucinazioni che si verificano nel delirio da disidratazione quando egli si trova perso nel deserto per un guasto meccanico.
Viaggia spesso con mezzi pubblici poco affidabili, o chiede passaggi a chi per lavoro può giungere nelle zone meno conosciute, per ricercare l'essenza di terre e popoli regolarmente in lotta tra loro, in un ambiente ostile, duro e spietato. Una continua lotta dove il labile confine tra vita e morte diventa ispirazione per un radicato fatalismo e senso di precarietà, in cui il soprannaturale diventa l'unico rifugio dalla realtà, e il miglior antifurto può essere un ciuffo di penne di gallo bianche appese allo stipite di una porta. E dove nulla di quello che si rompe viene riparato, perché anche una buca in mezzo ad una strada può incredibilmente diventare una fonte di guadagno ed opportunità, anche per anni.

## Edizioni
- Ryszard Kapuściński, Ebano, traduzione di Vera Verdiani, Collana I Narratori, Milano, Giangiacomo Feltrinelli Editore, giugno 2000, ISBN 88-07-01569-2.